# Distretto di Kestel
Il distretto di Kestel (in turco Kestel ilçesi) è uno dei distretti della provincia di Bursa, in Turchia.